# Авемпарта
„Авемпарта“ е вторият роман на Майкъл Дж. Съливан от поредицата „Откровенията на Ририя“.

## Сюжет
Дирейки наелия ги за кражбата на злощастния меч мним благородник, двамата приключенци попадат на бивши сътрудници на Ройс. Някакво момиче разпитва из града за Ейдриън и партньора му. Въпросната девойка се оказва младата Тракия Ууд от затънтеното село Далгрен, потърсила услугите им, за да осигурят оръжие за баща ѝ. Двамата са напът да откажат задачата, но когато Ройс научава, че въпросното оръжие трябва да бъде взето от древната елфическа кула Авемпарта, крадецът приема – за голяма изненада на своя съдружник.
Олрик Есендън е наследил короната. Назначава сестра си Ариста за свой посланик. Сега принцесата трябва да усвоява тънкостите на дипломацията, борейки се със закостенели и предубедени особи, смятащи я за вещица. Заедно с придружаващия я епископ Салдур се отправя да посети прословуто съревнование, организирано от Нифронската църква. Мястото на провеждането му е тайна, а упоменатата награда е огромна.
Ройс, Ейдриън и Тракия пристигат в родното село на девойката. Двамата вече са узнали, че любезен безрък господин на име Есра Хаддон е напътил момичето към кого да се обърне и къде да ги намери. От известно време селото е подложено на еженощни атаки от тайнствен звяр. Чудовището е убило и почти цялото семейство на Тракия. Оцелели са само тя и баща ѝ Терън. Господин Есра ѝ обяснил, че в близката до селото кула е скрито оръжие, с чиято помощ баща ѝ ще може да срази звяра.
Чудовището напада и тази нощ. Ройс успява да го зърне. На другия ден крадецът и Есрахаддон се отправят към кулата, а Ейдриън започва да организира защитата на селото.
Ройс залавя навъртащия се наоколо Магнус, който обяснява, че бил нает да изработи меч със специални сигли по острието. Изяснява се, че тормозещото селото чудовище е гиларабрин – елфически боен звяр, който може да бъде унищожен единствено с меч, върху чието острие е гравирано името му. Всички останали оръжия не могат да го докоснат. Организираното от нифронската църква съревнование цели убиването на въпросния гиларабрин – изпитание, целящо да разкрие същинския Наследник на Новрон. Църквата е подготвила и подставено лице, което да срази чудовището с изработения от Магнус меч. Наличието на удобен наследник ще ускори формирането на новата единна империя.
В селото започват да пристигат безбройните участници в надпреварата.
Планът на църквата не успява. Мечът на църковното подставено лице не наранява гиларабрина, тъй като името върху острието е друго.
Ройс е успял да се промъкне в кулата и е задигнал половината от нужния меч. Другата е била недостъпна – чудовището е спяло точно върху нея. Крадецът възнамерява да се промъкне отново и да задигне и нея в отсъствие на звяра. Но гиларабринът открива липсата преждевременно и отвлича Тракия и Ариста.
Ейдриън кара Магнус да изработи копие на парчето, с което разполагат. Междувременно Ройс отново се промъква в кулата. Чудовището го причаква в засада, но бива изненадано от появата на Есрахаддон, който собственоръчно го е затворил в кулата преди хилядолетие. Паникьосаният гиларабрин избягва, отмъквайки Тракия със себе си. Ариста, Ройс и Есрахаддон използват специална зала в кулата, позволяваща им да видят Наследника на Новрон и неговия Пазител – благодарение на амулети, които магьосникът изработил преди залавянето си.
Гиларабринът долита до мястото на размяната и понечва да убие всички. След като ранява смъртоносно бащата на Тракия, разгневеното момиче промушва чудовището с парчето меч, което е открило в кулата. Гиларабринът е сразен пред очите на селския свещеник, който провъзгласява девойката за Наследница. Епископ Салдур съзира в това възможност да приведе първоначалния замисъл в действие, макар и с малки изменения.